# Carpenter Brut
Carpenter Brut, pseudonimo di Franck Hueso (Poitiers, ...), è un musicista francese.
Carpenter Brut viene considerato uno dei nomi di punta del darksynth, una variante più cupa della synthwave ispirata all’heavy metal e al cinema dell'orrore.

## Biografia
Lo pseudonimo dell'artista deriva dal regista John Carpenter (una cosa che in passato aveva però smentito), e dallo champagne Charpentier Brut. L’artista esordì durante la prima metà degli anni 2010 con una trilogia di extended play che verrà poi raccolta su Trilogy (2015). Alcune tracce di Carpenter Brut sono presenti nella colonna sonora del videogioco Hotline Miami 2: Wrong Number (2015). Nel 2016, Carpenter Brut collaborò assieme ai Seth Ickerman (Raphaël Hernandez e Savitri Joli-Gonfard) al videoclip di  Turbo Killer. Nel 2020, il musicista francese pubblicò la colonna sonora di Blood Machines (2019).
L’artista ha partecipato a diversi concerti e tournée in tutta Europa che hanno toccato Germania, Francia, Ucraina, Finlandia e Russia; il 27 maggio del 2016 egli si esibì a La Cigale, mentre il 24 marzo del 2018 tenne un concerto presso l’Olympia parigino. Fu anche ospite di diversi festival come Printemps de Bourges, Terra Incognita, Coachella, SXSW, Roadburn, Motocultor, Rock En Seine, ed Hellfes. Quando si esibisce dal vivo, Carpenter Brut viene supportato dal chitarrista degli Hacride Adrien Grousset e dal batterista dei Klone Florent Marcadet. Nonostante la sua vivace attività dal vivo, Carpenter Brut non ama rilasciare interviste.

## Discografia

### Album in studio
- 2018 – Leather Teeth
- 2021 – Leather Terror

### Album dal vivo
- 2017 – Carpenterbrutlive

### Extended play
- 2012 –  EP I
- 2013 –  EP II
- 2015 –  EP III

### Antologie
- 2015 – Trilogy